# Macrolabis solidaginis
Macrolabis solidaginis är en tvåvingeart som beskrevs av Fedotova 2004. Macrolabis solidaginis ingår i släktet Macrolabis och familjen gallmyggor. Inga underarter finns listade i Catalogue of Life.